# Lachnus takahashii
Lachnus takahashii är en insektsart. Lachnus takahashii ingår i släktet Lachnus och familjen långrörsbladlöss. Inga underarter finns listade i Catalogue of Life.